# Leo Sayer
Leo Sayer (n. 21 mai 1948) este un artist a cărui carieră se întinde pe trei decenii.

## Discografie
- Silverbird (1973)
- Just a Boy (1974)
- Another Year (1975)
- Endless Flight (1976)
- Thunder in My Heart (1977)
- Leo Sayer (1978)
- The Very Best of Leo Sayer (1979)
- Here (1979)
- Living in a Fantasy (1980)
- World Radio (1981)
- Have You Ever Been in Love (1983)
- Cool Touch (1990)
- All the Best (1993)
- The Definitive Hits Collection (1999)